# Dzūkija
Dzūkija eller Dainava er en af de fem historiske landsdele i Litauen, som karakteriseres af befolkningens traditionelle livsstil og dialekt (for en stor del landbefolkning). Dzūkija har aldrig været en politisk eller administrativ enhed. Traditionelt er Alytus blevet betragtet som hovedstad i landsdelen, selv om det ikke er den største by i Dzūkija.

## Geografi
Dzūkija ligger i det sydøstlige Litauen og består af Alytus apskritis og de sydlige dele af Vilnius apskritis. Historisk er det nordøstlige Polen (Województwo podlaskie) og det vestlige Hviderusland blevet regnet for en del af Dzūkija.
Store dele af Dzūkija har lys sandet jord, som er uegnet til landbrug. Derfor er landsdelen tæt dækket med fyrreskov, herunder Dainavos giria (dansk: "Dainavos skoven"), den største i Litauen. Den største mose i Litauen, Čepkeliai, ligger i landsdelen nær grænsen til Hviderusland. Det er også den tyndeste befolkede landsdel i Litauen, med en gennemsnitlig befolkningstæthed nogle steder under 15 indbyggere pr km2, bl.a. i Varėna distriktskommune. Som følge af lavere høstudbytte på den ufrugtbare jord, var landsdelen relativt fattigere end resten af Litauen. Bønderne var nødt til at supplere deres udbytte med spiselige svampe og bær indsamlet i skovene. Svampejagt er fortsat en vigtig del af den lokale økonomi.
To af Litauens fem nationalparker findes i Dzūkija: Dzūkija nationalpark øst for Varėna oprettet i 1991 og Trakai historiskenationalpark nær Trakai oprettet i 1992.

## Sprog
Traditionelt taler folk dzūkisk dialekt (også kendt som syd aukštaitisk), som er en under-dialekt til aukštaitisk dialekt, men ligesom andre steder i Litauen er de lokale dialekter ved at uddø, da folk gennem skoler og massemedier bliver påvirket til at tale standard litauisk.
De allerførste litauiske håndskrevne tekster fra det tidlige 1500-tal viser træk af dzūkisk dialekt.

## Dzūkijas våbenskjold
Dzūkijas våbenskjold afbilleder en hvid pansret kriger med en hellebard på et blåt skjold. Den blå farve symboliserer loyalitet og styrke. Våbenskjoldet holdes af to los og har det latinske motto Ex gente bellicosissima populus laboriosus (ud af den mest stridende stamme – de flittigste personer). Symbolikken er skabt af heraldikeren Arvydas Každailis i 2003 baseret på historiske symboler fra Trakai. Dzūkija var en del af fyrstendømmet Trakai og senere Trakai voivodskab fra 1300-tallet til slutningen af 1700-tallet. Det samme billede er blevet brugt til våbenskjold for Alytus apskritis, der officielt vedtog det i 2004. Våbenskjoldet er en modificeret udgave af våbenskjoldet for Trakai distrikt, der skildrer en ridder med et spyd på et rødt skjold. Dette symbol bygger på et sejl, der anvendtes af fyrsten af Trakai Kęstutis (døde i 1382). Det latinske motto ærer mindet om Yotvingians, en af de gamle baltiske stammer, der boede i det, der nu er Dzūkija. Yotvingians blev betragtet som dygtige krigere.